# Tomé-Açu
Tomé-Açu – miasto i gmina w Brazylii, w stanie Pará. Znajduje się w mezoregionie Nordeste Paraense i mikroregionie Tomé-Açu.